# Tyrannus forficatus
La  tijereta rosada (Tyrannus forficatus), también conocida como tirano-tijereta rosado o tirano tijereta (en México), bobito cola de tijera (en Cuba), cola de tijeras (en la República Dominicana) o papamoscas cola de tijera, es una especie de ave paseriforme de la familia Tyrannidae perteneciente al género Tyrannus. Es un ave migratoria de corta distancia que anida en el centro sur de América del Norte y se desplaza hacia el sur de México y América Central en los inviernos boreales.

## Distribución y hábitat
Anida regularmente en Estados Unidos desde el sureste de Colorado, sureste de Nuevo México, sur de Nebraska, suroeste de Misuri, oeste de Arkansas y oeste de Louisiana hacia el sur hasta el sur de Texas, y en México en el norte de Coahuila, centro de Nuevo León, y norte de Tamaulipas. En los inviernos boreales se desplaza hacia el sur de México (tanto en la pendiente del Golfo como en la pendiente del Pacífico) y por la pendiente del Pacífico de Guatemala, El Salvador, Honduras, Nicaragua, Costa Rica, hasta el oeste de Panamá. Se ha registrado como vagante ocasional reproductivo en Canadá y como vagante ocasional en Belice, Bahamas; Cuba; República Dominicana e Islas Turcas y Caicos.
Esta especie es considerada común en sus hábitats de crianza: sabanas con árboles ocasionales, arbustos y parches de matorrales. También en poblados, campos cultivados, pastajes, áreas jardinadas tales como campos de golf y parques con una mezcla de árboles y otras perchas, y áreas abiertas. Árboles o arbustos dispersos, cercas, setos y franjas forestadas generalmente asociadas a cursos de agua suministran locales para nidos y perchas. Durante la invernada ocupan áreas más húmedas como sabanas, pastajes, cultivos, crecimientos arbustivos secundarios, bordes de bosques caducifolios tropicales y poblados. Desde el nivel del mar hasta los 1500 m de altitud, ocasionalmente hasta los 2300 m.

## Sistemática

### Descripción original
La especie T. forficatus fue descrita por primera vez por el naturalista alemán Johann Friedrich Gmelin en 1789 bajo el nombre científico Muscicapa forficata; su localidad tipo es: «Nova Hispania = México».

### Etimología
El nombre genérico masculino «Tyrannus» proviene del nombre específico Lanius tyrannus, cuyo epíteto en latín significa ‘tirano’, ‘déspota’, ‘dictador’; y el nombre de la especie «forficatus», proviene del latín «forfex, forficis» que significa ‘par de tijeras’.

### Taxonomía
Con base puramente en las largas rectrices, algunos taxonomistas colocaron a la presente especie y a la tijereta sabanera (Tyrannus savana) en un género separado Muscivora, pero esto no se justifica; más allá, los datos genéticos indican que estas dos especies no son parientes cercanas. Es monotípica.